# 上田市立豊殿小学校
上田市立豊殿小学校（うえだしりつ ほうでんしょうがっこう）は、長野県上田市にある公立小学校。
旧・上田市地区の小県郡豊殿村地区全域を学区としているが、合併する前、明治時代から組合立として設置されていたという歴史を持つ。

## 概要・歴史
上田市の東部、豊殿地区。かつての小県郡豊殿村地域は小県郡殿城村・豊里村が発足する以前から結び付きが強く、その結果1872年の学制頒布から分割・併合を重ねる事無く歴史を重ねている。
上田市立豊殿小学校は学制頒布の年に豊殿村の大半を学区とする矢沢良泉寺校として開校。翌年には「修道学校」と名付けられた。1886年には上田市立神川小学校の前身である「古府学校」・「啓明学校」、上田市立本原小学校の前身「育英学校」と合併し「芳田学校」の本校となるが1889年4月1日の市町村制施行により小県郡殿城・豊里2村が成立すると「芳田学校」の本校は小県郡豊里殿城両村組合立豊殿尋常小学校として再発足。（以降組合立）1895年には高等科分置により組合立豊殿尋常高等小学校と改称、1941年には国民学校令により組合立豊殿国民学校と改称。1947年には学制改革の実施で組合立豊殿小学校と改称。同時に併設で豊殿中学校が発足している。（以降豊殿小中学校）
1957年に両村は合併。村立豊殿小中学校となるが1年で上田市に合併され上田市立豊殿小中学校となる。そして1961年に併設していた豊殿中学校が上田市立神科小学校併設の神科中学校と統合して上田市立第五中学校が発足。豊殿分校となったため（※分校は2年後所在地統一により廃止）小学校単独に戻った。

## 略年表
- 1872年 - 小県郡矢沢村の良泉寺に開校したという記録が残っている。
- 1873年 - 「修道学校」として正式に開校。学区は豊殿地区の9割。
- 1875年 - 現在地に校舎を建築し移転。以来不変。
- 1886年 - 「古府学校」・「啓明学校」・「育英学校」と合併して「芳田学校」発足。同校の本校となる。

（※　一部は「上野学校」（現：上田市立神科小学校）へ分離。）
- 1889年 - 小県郡豊里村・殿城村が発足。「芳田学校」は国分・蒼久保・下原3分教場を分離し両村組合立豊殿尋常小学校として再発足。
- 1895年 - 小県郡立高等小学校の廃止による高等科分配置により組合立豊殿尋常高等小学校と改称。
- 1941年 - 「国民学校令」発布により組合立豊殿国民学校と改称。
- 1947年 - 学制改革の第1弾6・3制の実施により組合立豊殿小学校と改称。同時に併設で豊殿中学校開校。
- 1957年 - 両村の合併で小県郡豊殿村発足。これにより村立豊殿小中学校と改称。
- 1958年 - 小県郡豊殿村が上田市に合併される。上田市立豊殿小中学校と改称。
- 1961年 - 併設していた豊殿中学校が神科中学校との統合により上田市立第五中学校の豊殿分校となる。
- 1963年 - 上田市立第五中学校の所在地統一に伴い豊殿分校廃止。これにより小学校単独となる。

## 学校所在地
- 〒386-0151　長野県上田市芳田番外1661番地